# Galerie Neue Meister
Galerie Neue Meister (svenska Nya mästares galleri) är ett konstmuseum i Dresden i Tyskland. I museets samlingar finns framför allt konst från 1800- och 1900-talet, äldre konst är utställt på Gemäldegalerie Alte Meister. Galerie Neue Meister inrättades 1959 och huserar sedan 1965 i Albertinum på Brühlsche Terrasse. Museet är en del av Staatliche Kunstsammlungen som även omfattar bland annat Gemäldegalerie Alte Meister (inhyst i Zwinger), Kupferstich-Kabinett (Residenzschloss Dresden) och Skulpturensammlung (också i Albertinum). 
Museets samlingar härrör från det 1855 öppnade Neue Königliche Museum zu Dresden (sedermera Gemäldegalerie Alte Meister). På 1930-talet blev det av utrymmesskäl nödvändigt att skapa en modern avdelningen för stadens konstmuseum. Den förlades till Brühlsche Terrasse. Under andra världskriget blev Dresden satt i ruiner av de allierades bombangrepp. Många konstverk förstördes, flertalet hade dock satts i säkerhet. 
I Galerie Neue Meister är omkring 300 målningar utställda, vilket utgör ett urval från samlingen som uppgår till omkring 3 000 verk. Framför allt ingår målningar från romantiken (Caspar David Friedrich, Ludwig Richter), realismen, impressionismen (Lovis Corinth, Édouard Manet, Edgar Degas, Claude Monet), postimpressionismen (Paul Gauguin, Vincent van Gogh, Gustav Klimt) och expressionismen (Edvard Munch, Max Beckmann, Ernst Ludwig Kirchner, Emil Nolde).

## Urval av målningarna

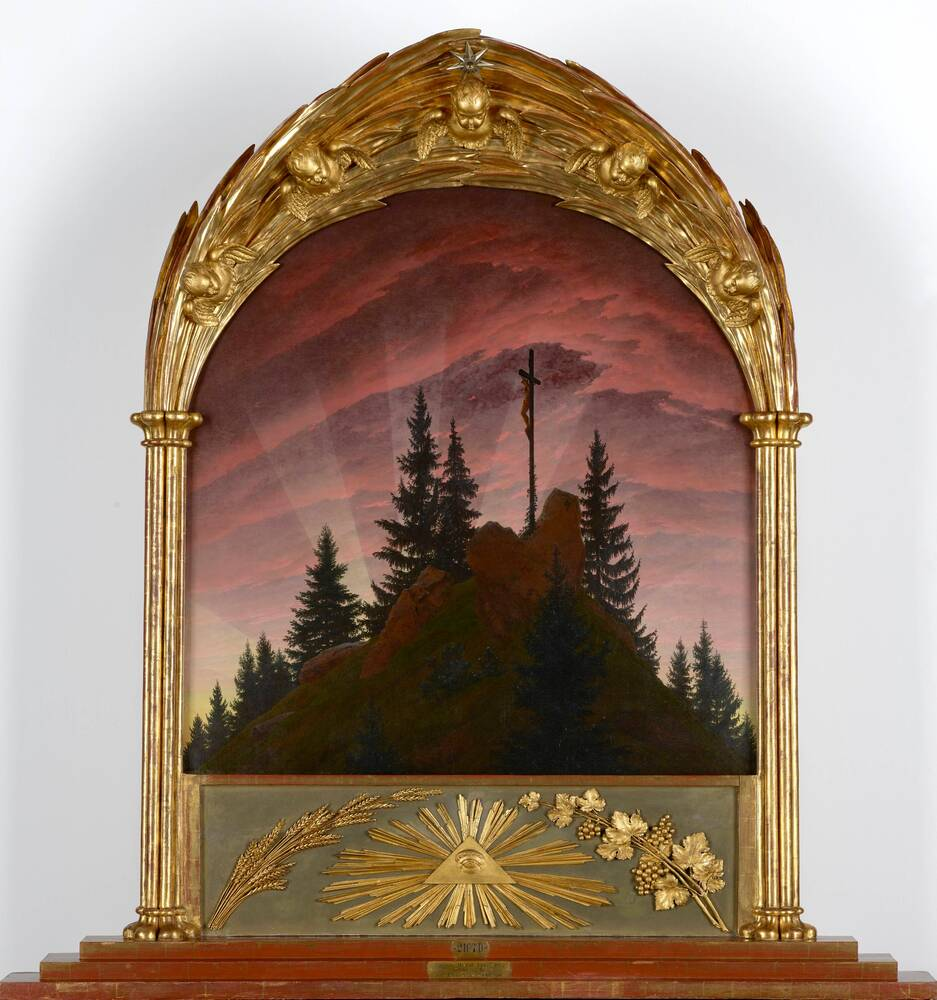
Korset i bergen av Caspar David Friedrich (1807-1808).
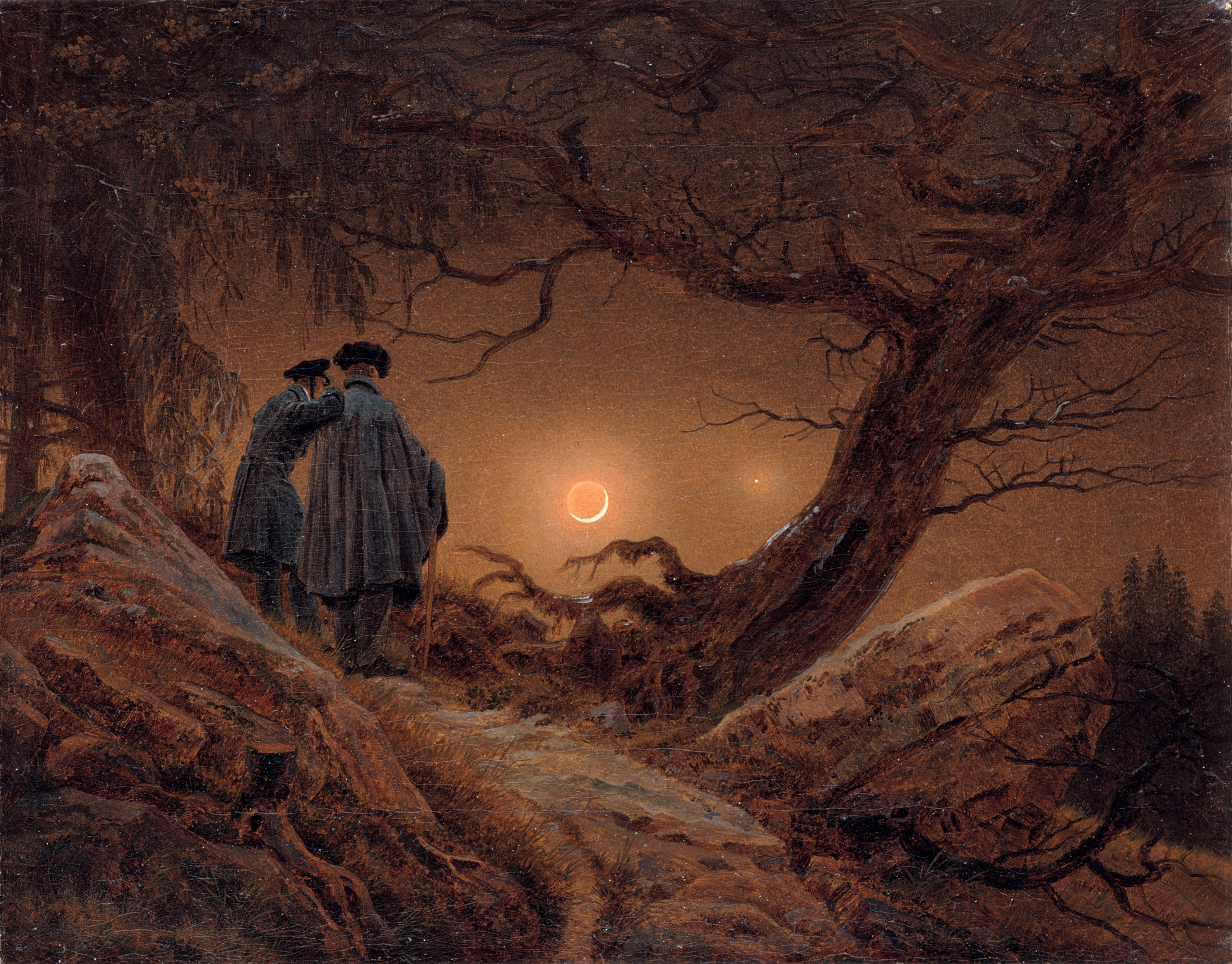
Två män som betraktar månen av Caspar David Friedrich (1819–1820).
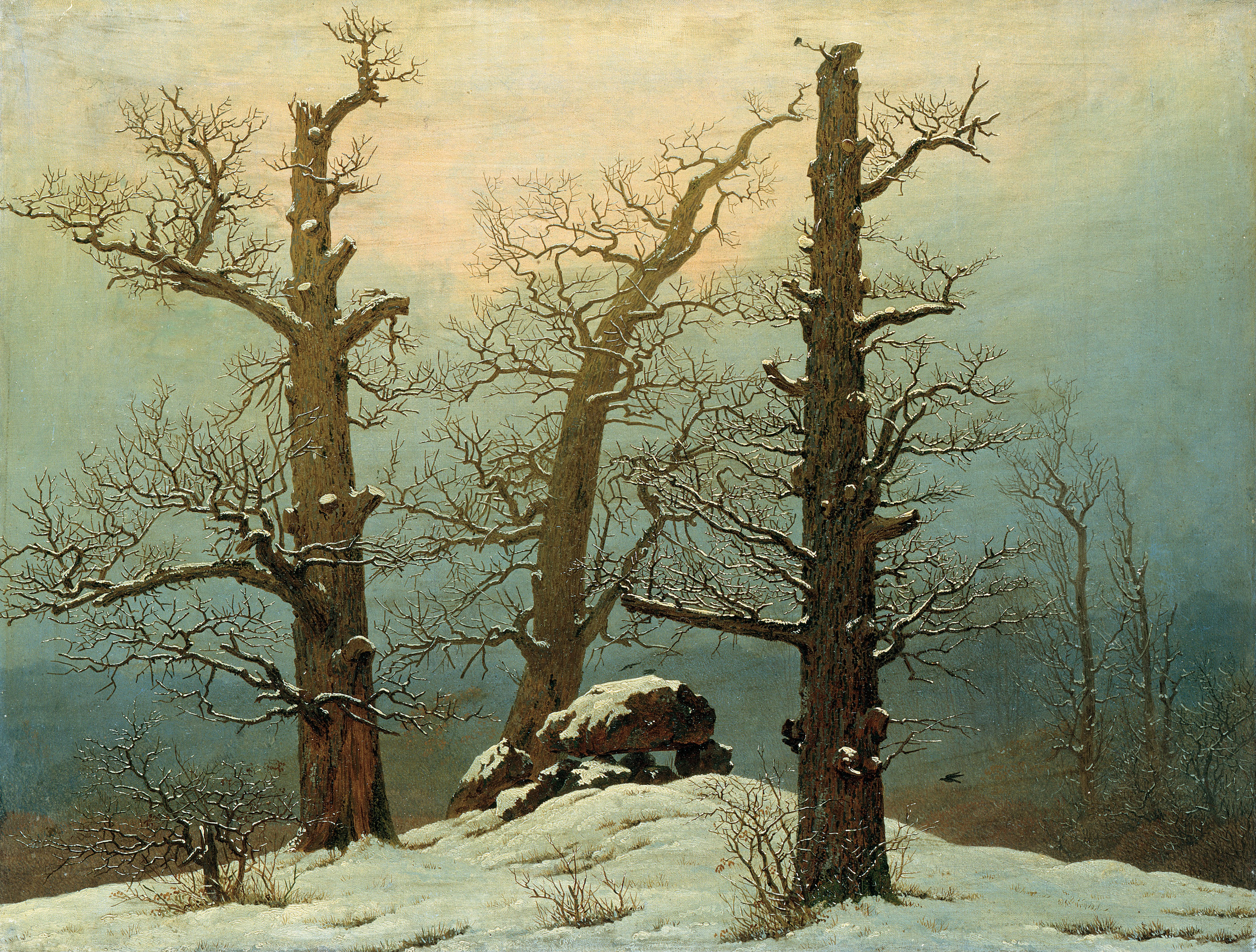
Stendös i snö av Caspar David Friedrich.
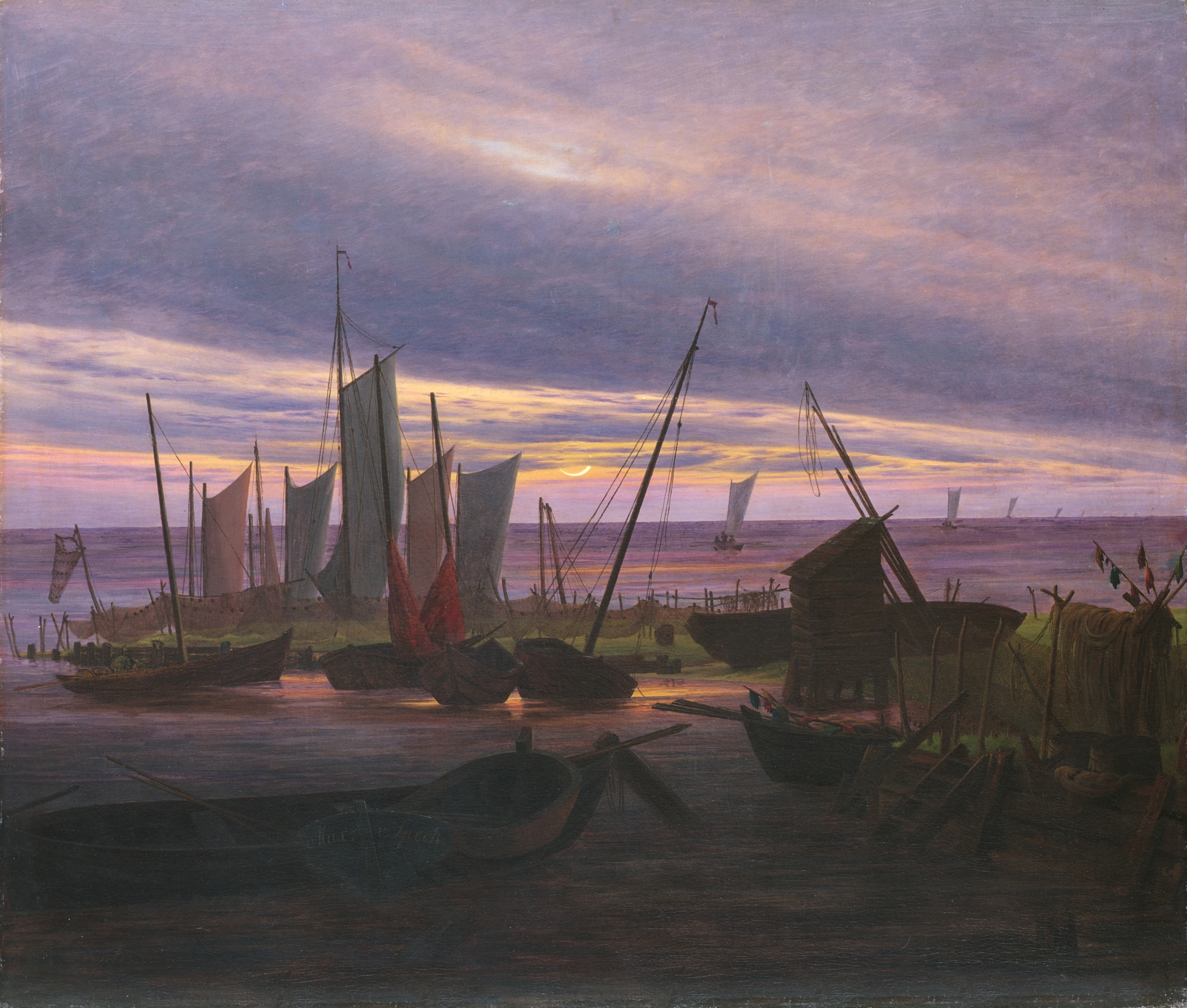
Schiffe im Hafen am Abend av Caspar David Friedrich.
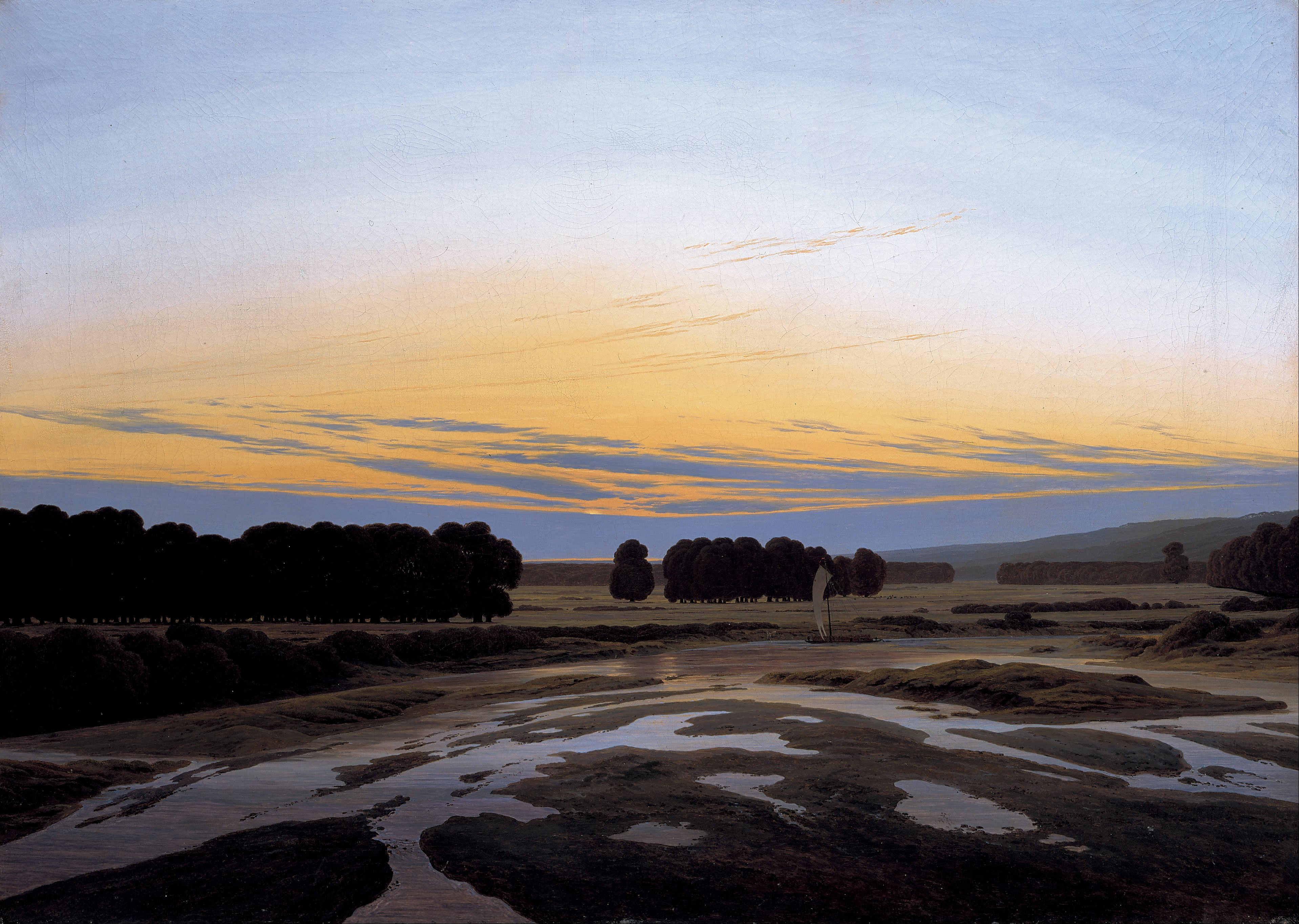
Das Große Gehege bei Dresden av Caspar David Friedrich.
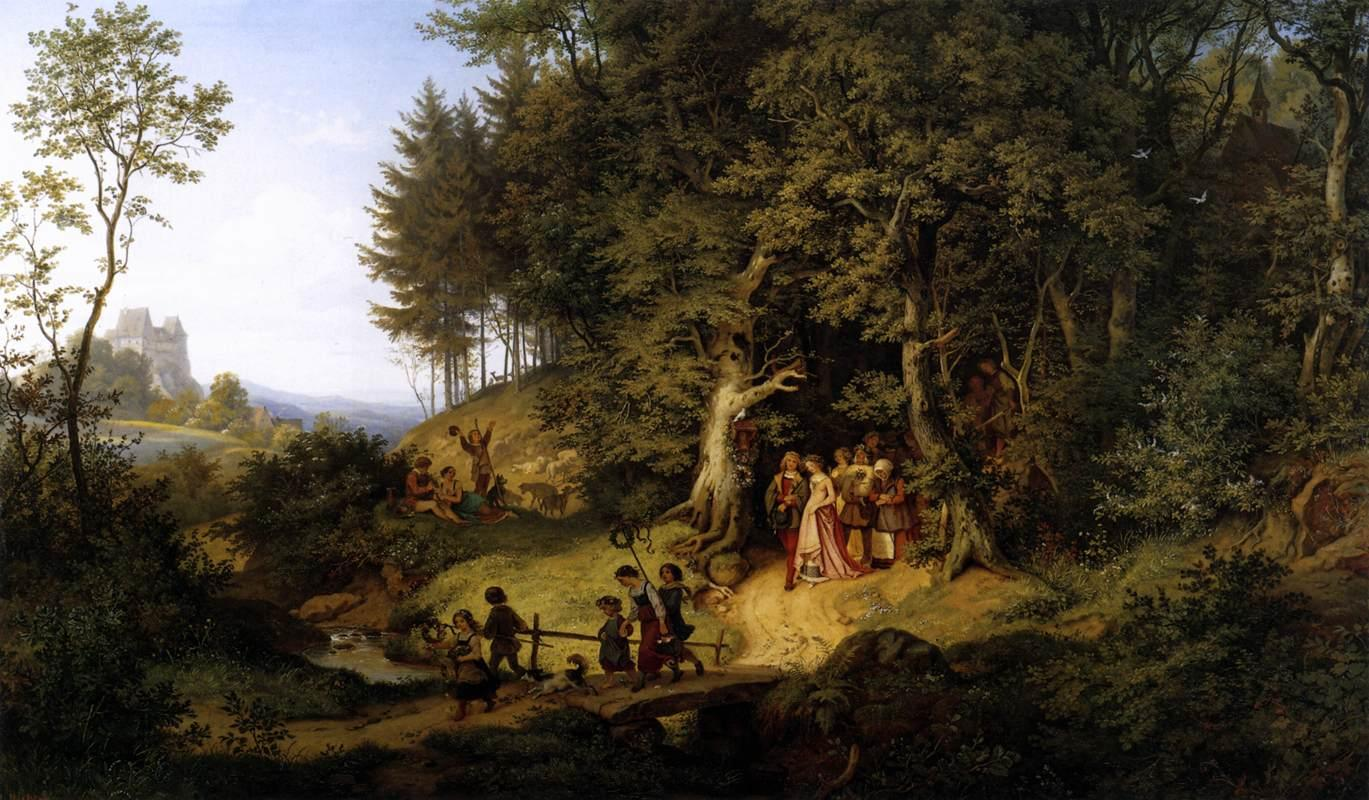
Brautzug im Frühling av Ludwig Richter.
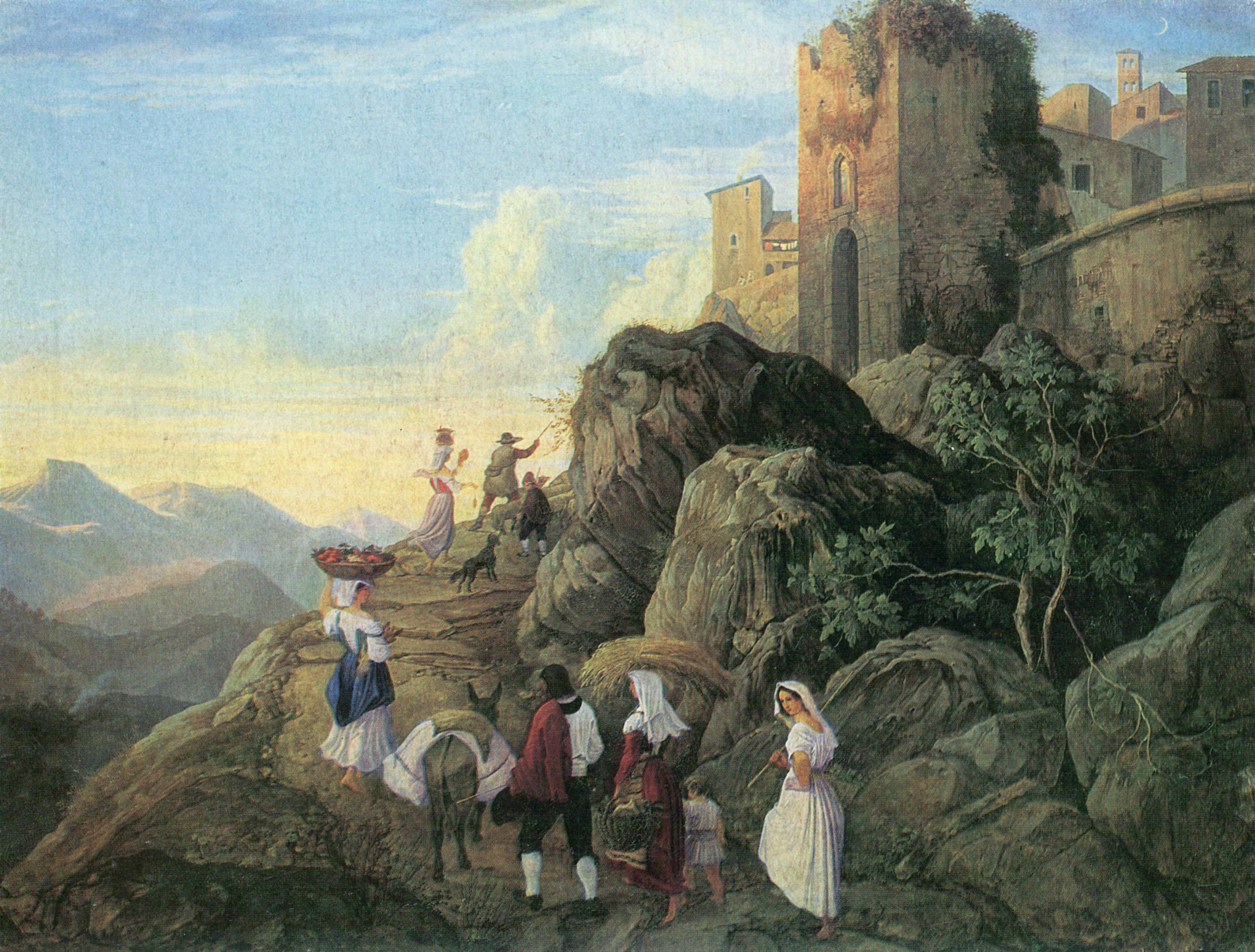
Civitella (Der Abend) av Ludwig Richter.
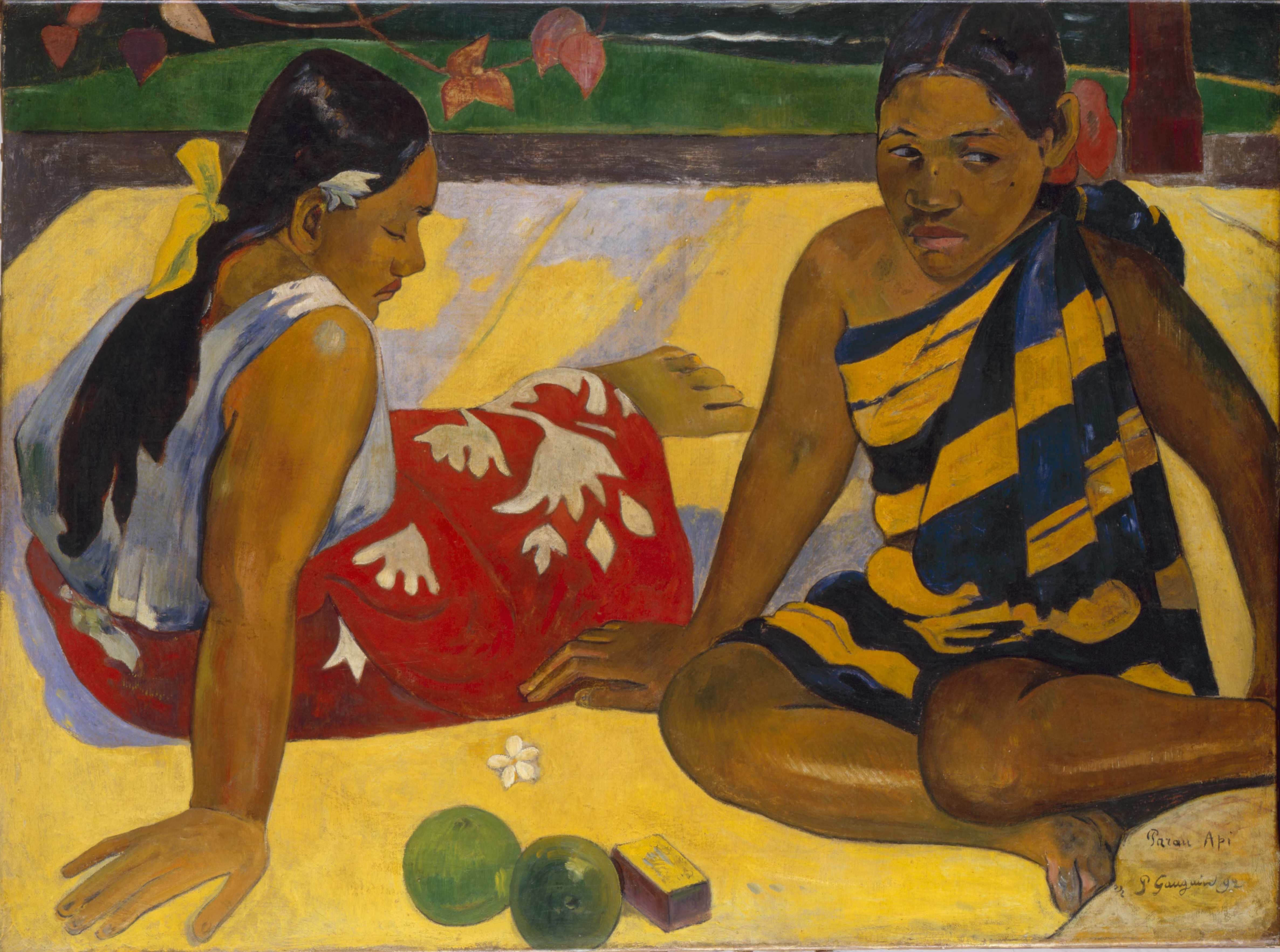
Tahitiska kvinnor på stranden av Paul Gauguin (1892).
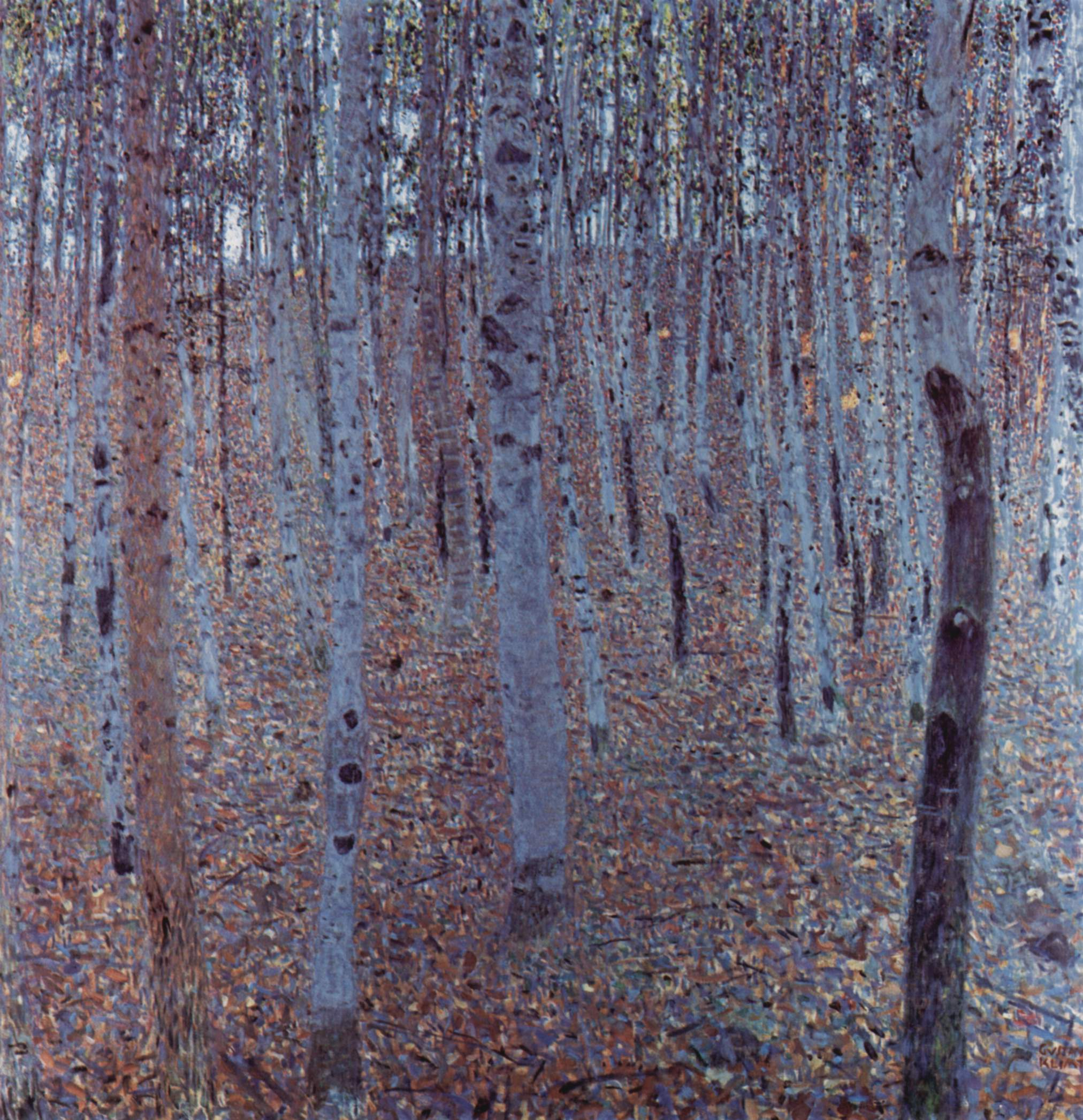
Buchenwald av Gustav Klimt.
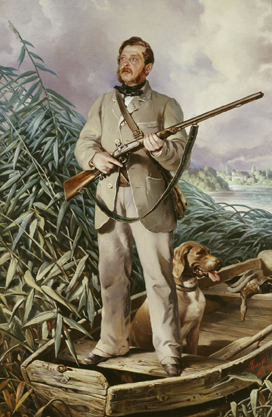
Bildnis Friedrich von Boxberg av Ferdinand von Rayski.
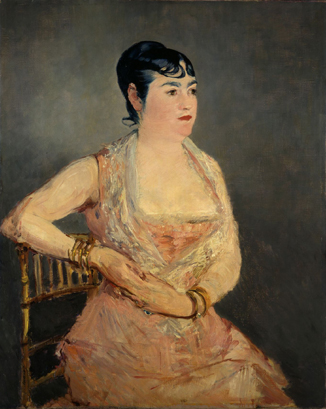
Édouard Manet: Dame in Rosa (Madame Martin)
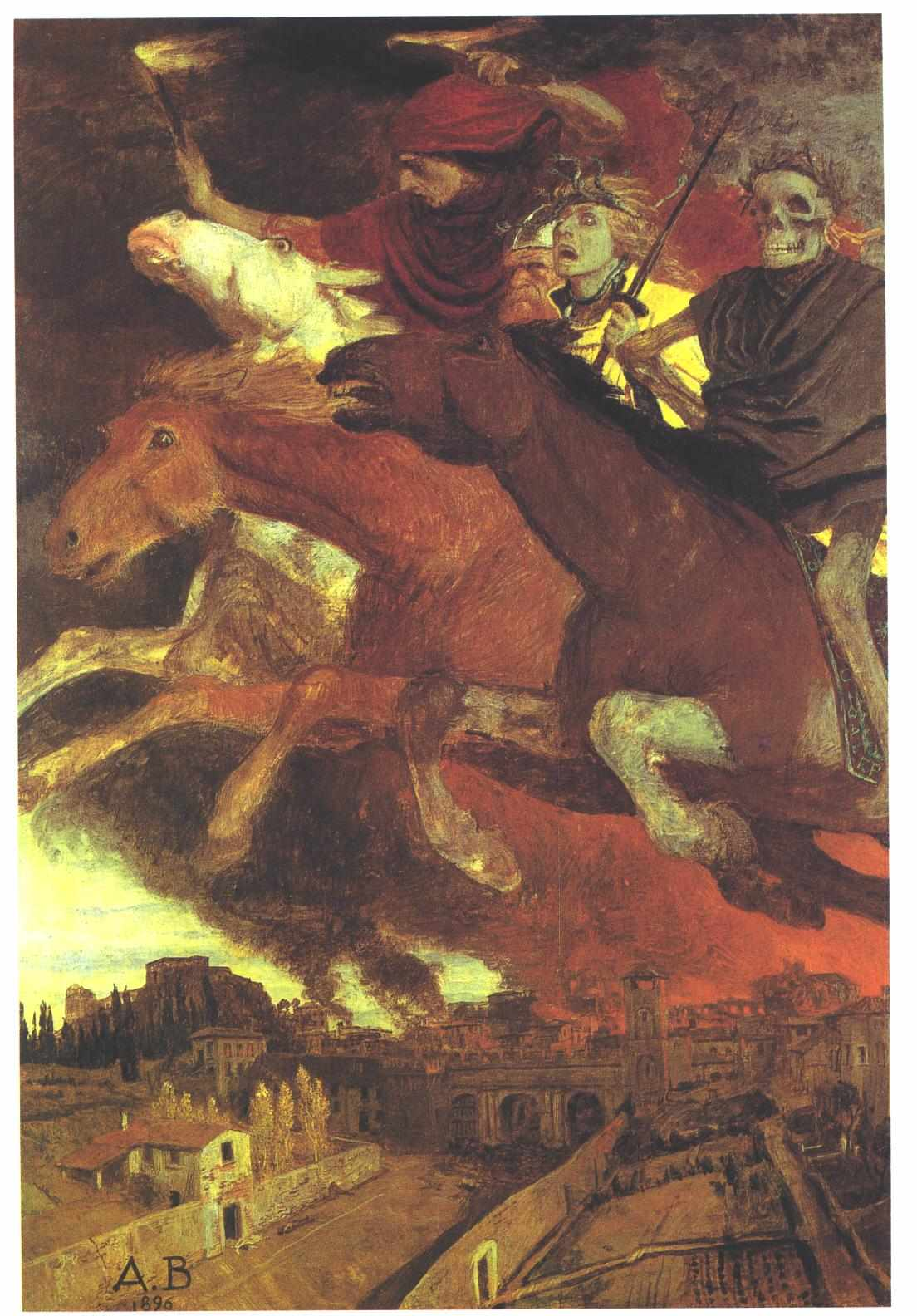
Arnold Böcklin: Der Krieg
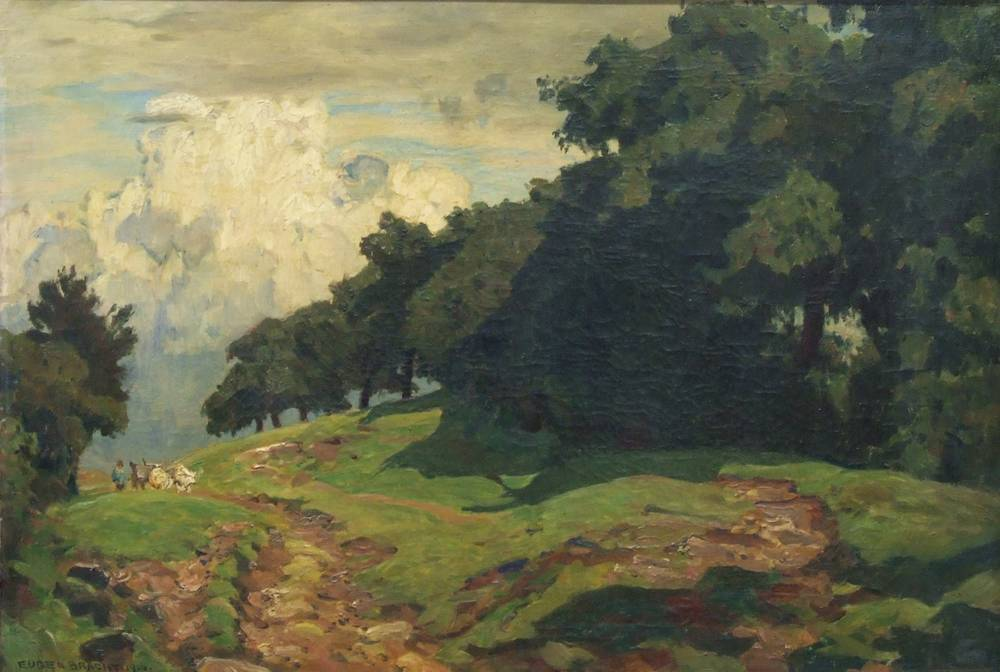
Eugen Bracht: Oberhessische Landschaft
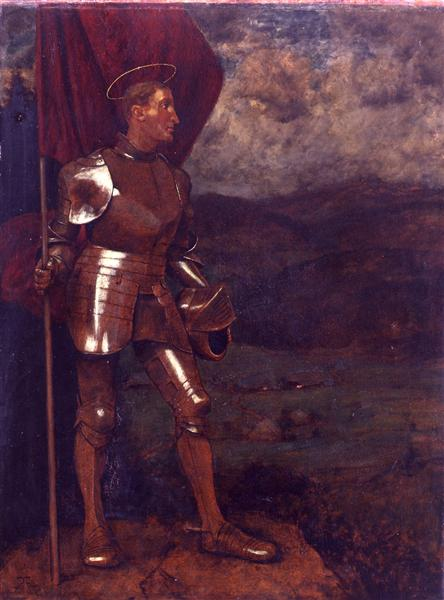
Hans Thoma: Der Hüter des Tales
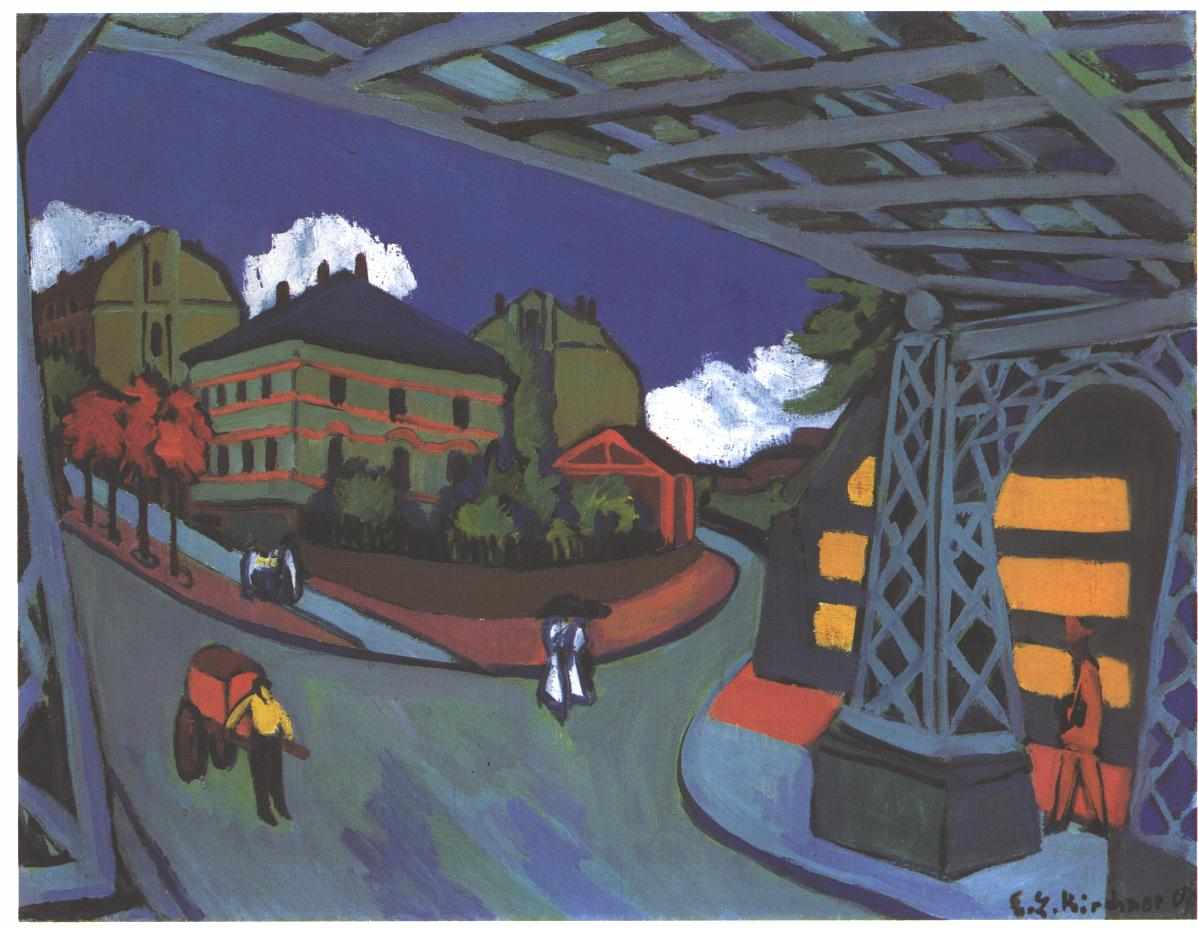
Ernst Ludwig Kirchner: Eisenbahnüberführung Löbtauer Straße in Dresden
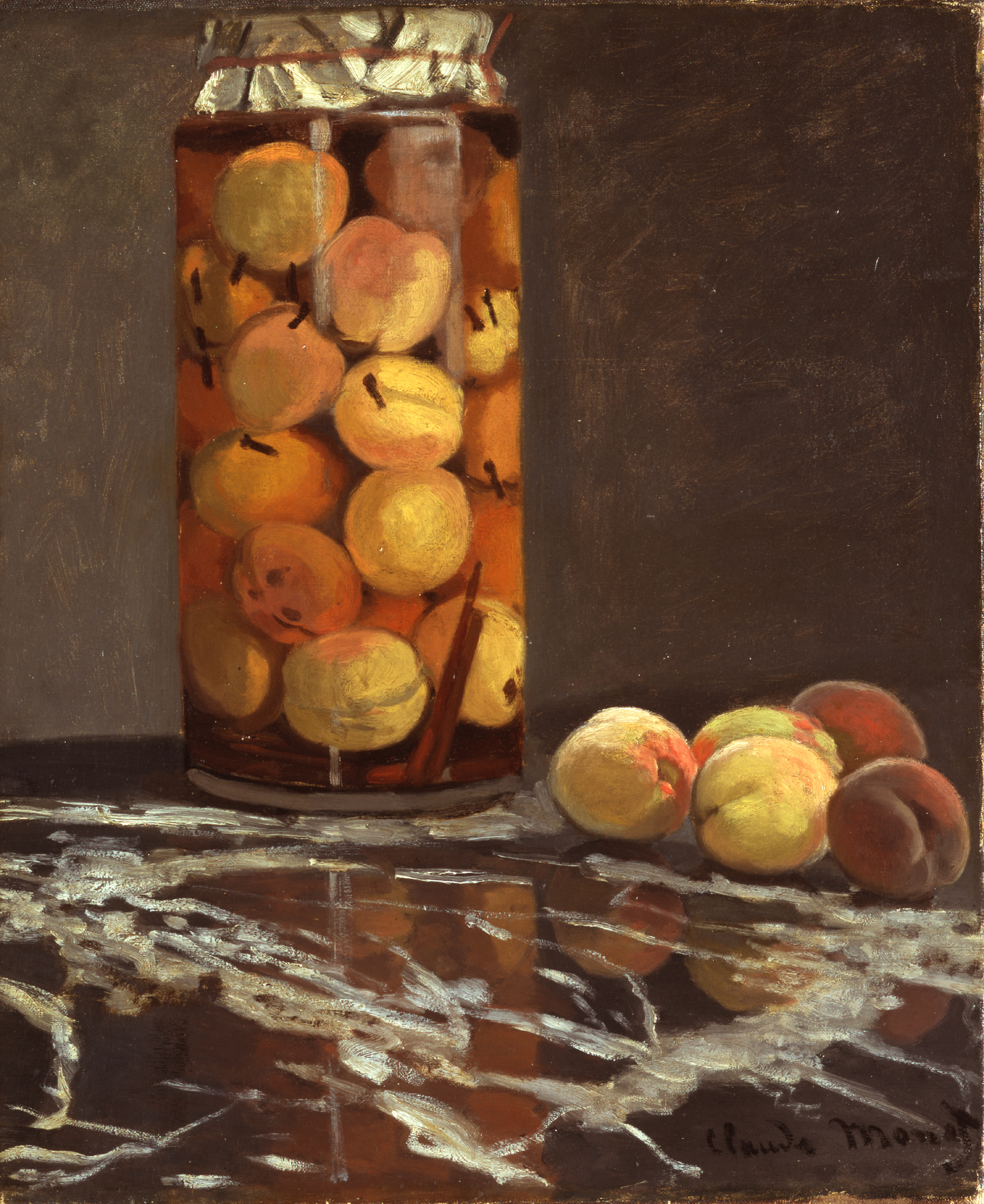
Claude Monet: Das Pfirsichglas
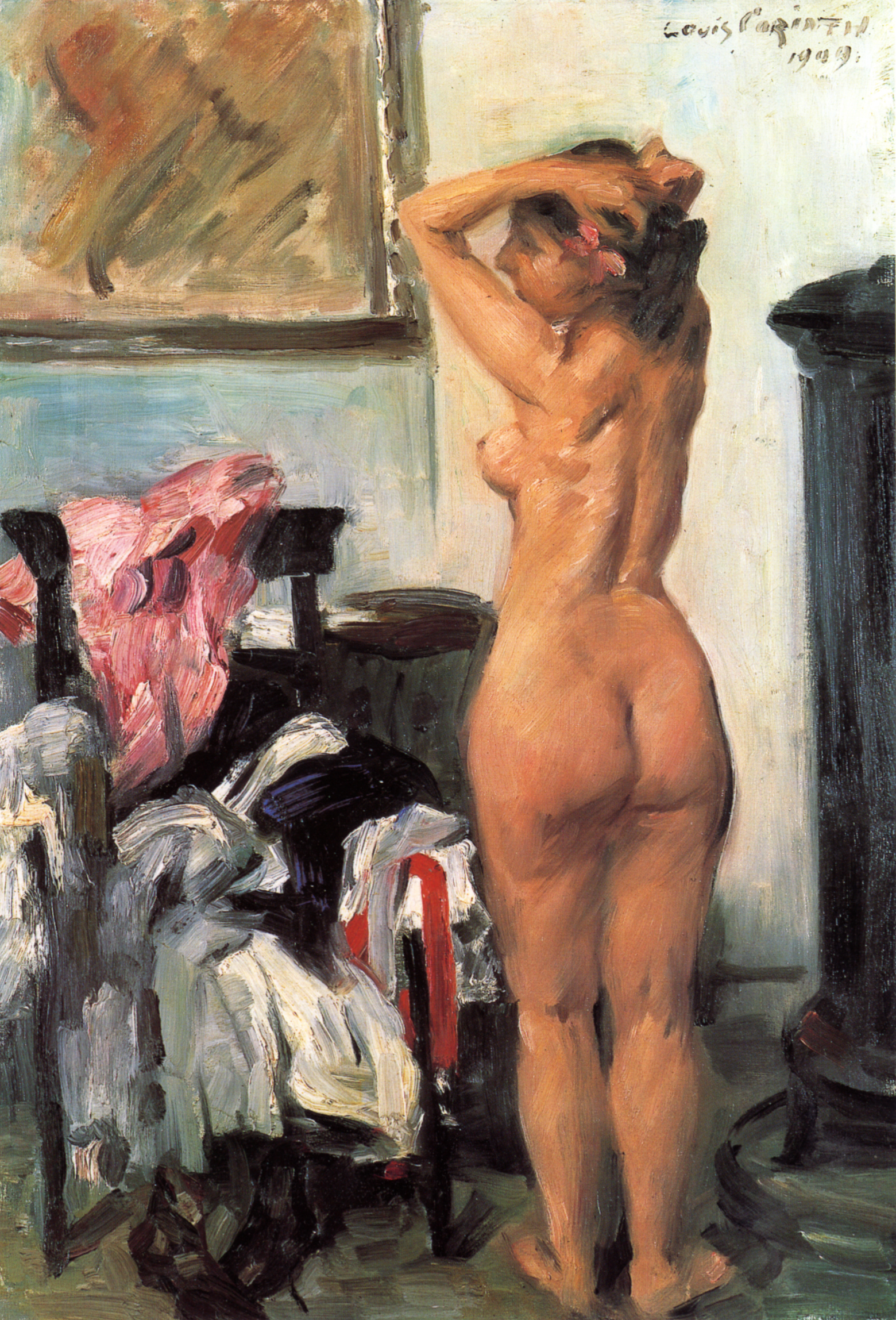
Lovis Corinth: Modellpause
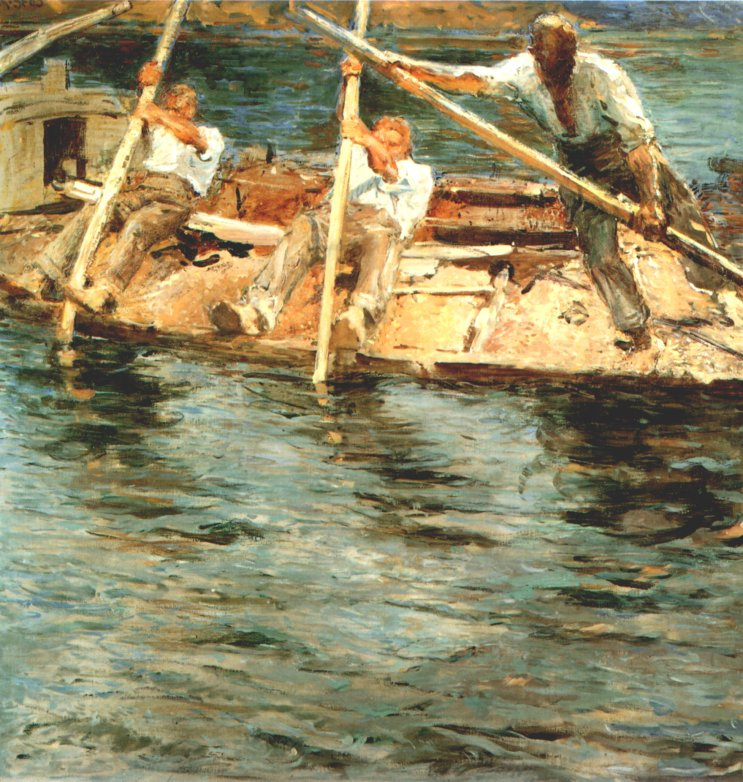
Robert Sterl: Elbebaggerer